# غونتر هرمان إيوين
غونتر هرمان إيوين (بالألمانية: Günter Hermann Ewen)‏ هو قاتل فترة ألماني، ولد في 1962 في ديلينغن في ألمانيا، وتوفي في 18 مايو 1999 في Strassen, Luxembourg ‏ في لوكسمبورغ.